# Christiaan Rudolf de Wet
Christiaan Rudolf de Wet (ur. 7 października 1854 na farmie Leeuwkop, zm. 3 lutego 1922 w Dewetsdorp) – burski generał i polityk.
Urodził się na farmie Leeuwkop w okolicach Smithfield w burskiej republice Wolne Państwo Orania. Mieszkał w Dewetsdorp, nazwanym później na cześć jego ojca De Wet. Służył w burskich oddziałach w czasie I wojny burskiej w latach 1880–1881. Brał udział w zwycięskiej bitwie pod Majuba Hill, która pozwoliła wymusić na Brytyjczykach ponowne uznanie niepodległości Republiki Południowoafrykańskiej (Transwalu). W latach 1881–1896 żył na swojej farmie, zaś w roku 1897 został wybrany do parlamentu, Volksraadu.
Jako oficer brał udział w walkach z Brytyjczykami w 1899 roku w Natalu. Jego pierwszym sukcesem było zwycięskie starcie pod Sanna's Post w pobliżu Bloemfontein, a następnie pod Reddersburgiem.
Brał udział w negocjacjach pokojowych w roku 1902, a także tymczasowo (29–31 maja) sprawował obowiązki prezydenta Wolnego Państwa Oranii w zastępstwie chorego prezydenta Steyna. Był jednym z sygnatariuszy brytyjsko-burskiego traktatu z Vereeniging. Po zawarciu pokoju udał się wraz z innymi burskimi generałami do Europy, a w listopadzie 1907 został członkiem parlamentu Kolonii Rzeki Oranje i ministrem rolnictwa.
De Wet był jednym z przywódców powstania burskiego, które wybuchło w 1914 po wybuchu I wojny światowej. Już 12 listopada 1914 został pokonany przez generała Bothę w pod Mushroom Valley i skazany przez Brytyjczyków 1 grudnia na sześć lat więzienia. Zwolniono go po upływie roku po złożeniu przyrzeczenia wycofania się z życia publicznego.